# Redbook
Pour les articles homonymes, voir Red Book (homonymie).
Redbook est un magazine mensuel féminin américain édité par le groupe Hearst Magazines.
À l'origine, ce périodique publie des nouvelles et romans d'auteurs plus ou moins connus, par exemple The Thin Man (L'Introuvable) de Dashiell Hammett en 1934. Au fil du temps, il devient un magazine féminin plus conventionnel, qui s'adresse davantage aux femmes au foyer qu'à celles menant une vie active, et constitue l'une des « Sept Sœurs  » (Seven Sisters), expression désignant les sept principaux magazines américains visant cette part du marché.

## Rédaction et collaborateurs

### Rédacteurs en chef
- 1903-1906 : Trumbull White
- 1906- : Karl Edwin Harriman
- -1918 : Ray Long
- 1918-1927 : Karl Edwin Harriman
- 1927-1949 : Edwin Balmer
- 1949-1958 : Wade Hampton Nichols
- 1958-1965 : Robert Stein
- 1965-1981 : Sey Chassler
- 1981-1983 : Anne Mollegen Smith
- 1983-1991 : Annette Capone
- 1991-1994 : Ellen R. Levine
- 1994-1998 : Kate White
- 1998-2001 : Lesley Jane Seymour
- 2001-2004 : Ellen Kunes
- 2004-2010 : Stacy Morrison
- depuis 2010 : Jill Herzig

### Illustrateurs
- William Haskell Coffin (en)
- Robert Robinson